# Franky (série télévisée)
Pour les articles homonymes, voir Franky (film) et Franky.
 (juillet 2017).
Si vous disposez d'ouvrages ou d'articles de référence ou si vous connaissez des sites web de qualité traitant du thème abordé ici, merci de compléter l'article en donnant les références utiles à sa vérifiabilité et en les liant à la section « Notes et références ».
Vikki RPM
Franky (Yo soy Franky) est une telenovela colombienne créée par Marcela Citterio et produite par Televideo SA. Elle est diffusée entre le 28 septembre 2015 et le 16 décembre 2016 sur Nickelodeon.
En France, le 1er épisode est diffusé en avant-première sur Gulli le 29 octobre 2016 puis du 7 novembre 2016 au 5 juillet 2018.
Elle est diffusée sur Diamants TV entre le 12 novembre 2022 au 10 janvier 2023 et rediffusée entre le 21 octobre 2023 au 9 février 2024.

## Synopsis

### Saison 1
Sofia Andrade, une grande scientifique, travaille dans la robotique dans l'entreprise Egg en compagnie de Paul. Pendant des années, elle a travaillé sur un projet qui a pour but la création d'un androïde à l'apparence humaine. Le résultat de ce projet est le prototype « FR4NK13 »plus appelée sous le nom de Franky, le premier robot au monde capable de s'insérer dans la vie humaine. Son projet terminé, elle envoie son androïde à l'école pour pouvoir interagir avec les humains. Franky doit surmonter beaucoup d'obstacles afin de cacher son secret. Elle est aidée par sa mère qui est aussi sa créatrice Sofia, son père : Wilson, ainsi que sa nouvelle petite sœur : Clara. Au fil du temps, Franky commence à développer toutes sortes de sentiments tels que l'amour envers Christian, ce qui est normalement impossible pour un androïde. Franky va sortir avec Christian. Tamara tente de briser l'histoire d'amour de Franky et Christian, mais en vain. Ivan l'ami - enfin l'esclave de Tamara - va découvrir le secret de Franky. De son côté, Paul a créé un androïde, le prototype R0B1, plus connu sous le nom de Roby.

### Saison 2, partie 1
Franky gagne le concours d'androïdes et reçoit un cœur lui permettant de ressentir toutes les émotions humaines. Pendant l'absence de leur maman, elle et Clara sont prises en charge par Cassandre, qui prétend être une partenaire scientifique. Elle est en réalité la dirigeante d'une organisation de scientifiques ayant de mauvaises intentions telles que créer des robots capables de dominer et souhaite conquérir le monde ; Sofia court un grand danger car elle doit se joindre de force à cette organisation maléfique, ignorant que Cassandre en est le chef. Cette dernière lors de la saison, met tout en œuvre pour que Franky déteste les humains et soit le leader du MIAOU (mouvement international des androïdes offensifs unis).
À l'école CMA, Segundo Mejía, le frère jumeau de Paul, succède Élizabeth Manotas en tant que directeur. Bien que son frère, physiquement, lui ressemble comme deux gouttes d'eau, les deux jumeaux entre eux sont très différents : Paul est un grand scientifique amoureux de la technologie, contrairement à Segundo et, qui déteste particulièrement les androïdes. Ayant une passion pour la nature, il crée une ligue anti-robot et collabore au cours de la saison avec Lorenzo Bravo, chef de toutes les ligues et Raymond.
Pour sortir du laboratoire secret, Sofia utilise une expérience, un processus très risqué l'introduisant dans une coquille robotique, ayant pour but de changer complètement d'apparence. Tout réussit, elle se fait passer pour une nourrice engagée par Sofia et prend le nom de Sabrina Aguilera, pour être proche des siens.
D'une autre part, Roby accomplit le rêve d'être un super-héros et se nomme Andromax, qui suscite l'admiration de Loli ; le jeune garçon est fou de Douze mais, ignorant que « Bobie » (surnom qu'elle donne à Roby) est Andromax, elle tombe amoureuse de ce dernier. Lorsqu'elle apprend la vérité, Douze a des sentiments mitigés car elle déteste Roby et le trouve idiot. À la fin de cette saison, ils finissent par sortir ensemble et elle devient "Super Douce".
Au cours de la deuxième saison, Franky apprend à connaître toutes les émotions et à écouter son cœur. Cassandre installe la puce M4L ou Mal dans le système de Franky, prenant ainsi le contrôle de ses sentiments. Elle va ressentir les aspects négatifs de la nature humaine, comme : la colère, le mensonge, l'anxiété et la paresse. Peu à peu, tous ses amis apprennent son secret et l'acceptent telle qu'elle est. En plus de se battre pour contrôler ses nouvelles émotions, Franky doit faire face à de nouvelles attaques de la ligue anti-robots.
La saison tourne autour du concours de groupes, une compétition où tout le monde participe, divisés en trois groupes : Franky et ses androïdes, composé de : Franky, Douze, Treize et Roby, les humains d'abord : composé de Tamara, Delphine, Christian et Mariano, et enfin un duo composé d'Ivan et Loli. Dans cette saison, la série comprend des chansons originales telles que Ritmo Robotico et Amigos Rivales, le résultat de la participation des groupes de la compétition. Cependant, Lorenzo séquestré atteint la finale et extermine presque les quatre androïdes mais tout le monde arrivent à temps pour les sauver. Cassandre ayant effacé la mémoire et volé la seule sauvegarde existante de Franky, cette dernière ne se souvient donc de rien et doit recommencer à zéro. La saison se termine par la présentation au monde des quatre androïdes, par une nouvelle rencontre de Franky et Christian dans le même parc que celui dans lequel ils se sont rencontrés la première fois et par l'apparition d'un androïde mystérieux (Isabella Castillo), tombant du ciel sur un navire et annonçant « Objectif atteint » en observant Christian et Franky.

### Saison 2, partie 2
Le mystérieux androïde de la fin de la deuxième saison est le prototype 708 ou Lou (Isabella Castillo), envoyé à partir de l'année 2035 par Dóminus ou prototype D0M1NU5 (Juan Manuel Lenis Ortiz), un androïde qui veut conquérir le monde et sortir les humains de la planète à l'avenir. L'objectif de Lou est de séparer Franky de Christian mais aussi Andrés de Tamara, puisque dans le futur les couples se marieraient et signeraient un accord de paix entre les androïdes et les humains. De tels mariages nuisent aux projets de Dóminus de favoriser une guerre entre les androïdes et les humains et d'expulser ainsi les humains de la Terre. Puisque Franky ne se souvient de rien de son passé, Lou essaie d'éviter de toutes les manières que la parade entre Franky et Christian réapparaisse. De plus elle essaye de convaincre Franky que les humains et les androïdes ne peuvent pas vivre ensemble. Pour accomplir sa mission, Lou utilise de nombreux dispositifs technologiques qui n'ont pas encore été inventés de nos jours, comme un bracelet pour voyager dans le temps, un collier qui arrête le temps, des termites qui mangent du métal et même un prototype appelé CHR15 identique à Christian. En outre, Lou a la capacité de lire dans l'esprit humain et d'hypnotiser les gens en les regardant dans les yeux. Dóminus a promis à Lou de révéler l'identité de son créateur si elle parvient à compléter sa mission.
Christian a l'intention de reconquérir Franky, en utilisant toutes les connaissances qu'il a sur la façon dont il l'a fait tomber amoureuse de lui dans la première saison. Cependant, Christian redevient le petit ami de Franky, et Sofia et Marguerite récupèrent la sauvegarde que Cassandre a volé dans la jungle. De cette façon Franky récupère tous ses souvenirs et continue sa parade avec Christian. D'autre part, Andrés fait tout son possible pour conquérir à nouveau Tamara, mais elle résiste à avoir un petit ami androïde, bien qu'elle accepte finalement Andrés comme son petit ami.
Au cours de la saison, de nombreux aspects de l'identité de Lou et Dóminus sont clarifiés. Pour commencer, Dóminus est le dernier androïde créé par Sofia à l'avenir, le prototype le plus avancé qui a été connu, avec la capacité de se téléporter et dont le niveau d'intelligence est énorme jusqu'à inventer des objets que l'humanité n'avait pas imaginée (les termites mangeuses de métal). Cependant, dans l'avenir, Sofia perd le contrôle de Dóminus car Cassandre installe un virus à Dominus et modifie sa programmation pour qu'il déteste les humains. Il explique qu'il a retracé l'ordinateur et le virus et qu'il à alors fait la rencontre de Cassandre. Le destin de cette dernière reste inconnu bien que Dominus insinue qu'il se soit vengé d'elle pour ce qu'elle lui a fait.
La saison a lieu lors de la dernière année de lycée de tout le monde, et pour la finaliser, ils réalisent un voyage de graduation. Dans ce voyage, Christian et Franky promettent de se marier en l'an 2035 et bien que Lou le sache, elle n'arrive pas à éviter cette promesse. Après le voyage, Roby, Douze et Andrés décident de voyager à travers le monde, mais après un baiser que Tamara donne à Andrés, Roby et Douze font le voyage tous les deux, avant de se rendre dans un laboratoire pour avoir leur cœur, puisque c'était la surprise que Paul leur a donnée. Après que Franky découvre que Lou est un androïde envoyé du futur, elle fait un voyage en l'an 2035 avec elle, dans lequel elle rencontre la Franky du futur, qui lui dit que Sofia (Lou) est en danger. La Franky du présent pense qu'elle se réfère à sa mère et revient au présent pour tout raconter à Christian et se lancer dans un nouveau voyage dans le futur. À cette occasion la Franky du futur révèle à celle du présent que la Sofia dont elle a parlé est le prototype S0F14, qu'elle a créée pour réaliser la paix entre les humains et les androïdes, mais Dóminùs l'a volé en l'an 2034. La Franky du futur dit à la Franky du présent qu'elle est la créatrice de Lou. Pendant ce temps, Dóminus ordonne à Lou de détruire Franky, puisqu'il n'y a pas d'autre solution pour continuer la mission. Pour cela, il donne un appareil à ultrasons pour désintégrer Franky. Lou est sur le point de détruire Franky dans le sous-sol de son immeuble, mais Franky avoue que si elle le fait, elle n'existera pas dans le futur parce qu'elle est son créateur. Franky donne à Lou un back-up contenu dans un médaillon et elle récupère le souvenir. Lou demande pardon à Franky et elles se rejoignent dans un câlin.
Cependant, Dóminus les trouve et enlève Lou, Franky et Andrés. Dóminus donne a tout le monde une série d'énigmes pour découvrir où se trouvent les androïdes. Ils parviennent à les résoudre et trouvent Franky, Lou et Andrés. Cependant, Dóminus mauvais perdant les attrape aussi et explose le cœur de Franky, de sorte qu'elle n'ait plus d'émotions et puisse l'aider dans ses plans. En outre, Dóminus commence à effacer les chronologies des amis de Franky afin qu'ils n'existent plus pour elle. Malgré le fait qu'elle n'a plus de cœur, Franky aime toujours ses amis et réussit à tromper Dóminus, lui faisant croire qu'elle est maintenant de son côté. Dans le même temps Sofía, Paul et la Franky du futur suppriment des archives d'EGG (les dessins du cœur de Dóminus), parce que dans le futur si Dóminus n'a pas de cœur, il ne peut pas devenir diabolique. Le plan fonctionne !
La saison 2 de Yo soy Franky se termine avec la remise des diplômes des lycéens de l'école CMA. Quand ils terminent la remise, Lou voyage vers l'avenir puisque la Franky de son époque l'appelle à effectuer sa dernière mission dans le passé, afin d'être ensemble. Les lycéens reçoivent leurs diplômes à la cérémonie de remise des diplômes, à l'exception de Roby et Douze, parce qu'ils sont en train de faire le tour du monde. Alors Andrés leur montre une vidéo de chacun d'eux. Après l'acte vient la fête de remise des diplômes, dans laquelle Lou chante la chanson originale de La Luz, pour ensuite hypnotiser tout le monde qui était à la fête pour qu'ils puissent tous l'oublier, l'avenir et le voyage dans le temps. La dernière scène montre nos anciens lycéens après quelques mois. Franky a un nouveau cœur, Christian se joint à l'équipe de football dans le pays, Ivan prend la décision d'étudier pour devenir réalisateur, Tamara accepte Franky et les autres androïdes et décide d'être une scientifique pour pouvoir construire un cœur à Andrés. Ils se font la promesse d'être amis et de rester ensemble pour toujours, puis tous s’assoient sur un canapé dans le Cyber, attendant un appel vidéo de Roby et Douze, se terminant juste comme l'intro de la série !

## Fiche technique
- Titre original : Yo soy Franky
- Titre français : Franky
- Création : Marcela Citterio
- Réalisation : William Barragán
- Scénarios : Marcela Citterio, Mauricio Guerra, Marisa Milanesio, Claudia Morales, Andrés Rapoport, Julieta Steinberg
- Direction artistique : Carlos Eduardo Cleves
- Costumes : Luz Helena Cardenas
- Photographie : Alfredo Ruiz
- Musique : Mateo Camargo, Guillermo Díaz, Juan David Galeano
- Production : William Barragán
- Société de production : Televideo SA
- Société de distribution : Nickelodeon
- Pays d'origine :  Colombie
- Langue originale : espagnol
- Format : couleur - HDTV - 16/9 - son stéréo
- Nombre d'épisodes : 160 (2 saisons)
- Durée : 35 à 50 min.
- Dates de premières diffusions :
  - Colombie : 28 septembre 2015
  - France : 29 octobre 2016

## Distribution

### Acteurs principaux
- María Gabriela de Faría (VFB : Circé Lethem ) : Franky Andrade/Prototype FR4NK13
- Martín Barba (VFB : Pierre Lognay): Christian Montero-Mejia
- Eduardo Pérez (VFB: Alexandre Crépet): Roby Mejia/Andromax /Prototype R0B1
- Danielle Arciniegas (VFB : Esther Aflalo) : Tamara Franco
- Lugo Duarte :(VFB : Frederik Haùgness) Ivan Villamil/Super Ivan
- Kristal : (VFB : Helena Copejans) Dolores Rivas « Loli » / Loli La Merveille
- Alejandra Chamorro : (VFB : Élisabeth Guinand ) Delphine Montero-Mejia
- Emmanuel Restrepo :(VFB : Alexis Flamant ) Mariano Puentes
- María José Pescador : (VFB : Sophie Pyronnet ) Clara Andrade
- Brandon Figueredo : (VFB : Émilie Guillaume ) Benjamin Franco
- Viviana Santos :(VFB : voix inconnue) Douze / Douce Ramirez-Mejia / Super Douce (saison 3)/ Prototype D0C3
- Isabella Castillo : ( VFB : Ludivine Deworst ) Lou /Sofia Montero/ Prototype S0F14
- Andrés Mercado : (VFB : Gauthier de Fauconval) Treize / Andrés Ramirez-Mejia/Prototype TR3C3 (saison 2)

### Acteurs récurrents
- Paula Barreto : Sofia Andrade (saisons 1-2)
- Maria Teresa Barreto : Sabrina Aguilera
- José Manuel Ospina : Raymond Puentes (saisons 1-2)
- Natalia Durán : Cassandre Ramirez
- Christian McGaffney : Lorenzo Bravo
- Juan Manuel Lenis Ortiz : Dominus / Prototype D0M1NU5
- Yuly Pedraza : professeur de Franky (saisons 1-2)
- Martha Hernández : professeur de Clara et Benjamín (saisons 1-2)
- Duvier Tovar : Julien (saisons 1-2)
- Lina Bolaño : Lina (saisons 1-2)
- Juan Pablo Obregón : Benito Franco (saisons 1-2)
- Nidia Eugenia Penagos : Emilia Andrade (saisons 1-2a)
- Ana María Kamper : Brigitte Barrios de Mejía (saisons 1-2a)
- Alina Lozano : directrice Elizabeth Manotas (saisons 1-2b)
- María Elvira Ramírez : Carolina Aguilar / Caro A (saisons 1-2b)
- Quique San Martín : Carlos Triana / Charlie (saison 1)
- Sebastián Vega : Andy (saison 1)
- Karen Cano : Wendy (saison 1)
- Luz Stella Luengas : directrice Agathe Lecomte (saison 1)
- Mauro Urquijo : Eduardo Rivas (saison 2)
- Francisco Zanconi : porte-parole (saison 2)
- María Margarita Giraldo : Doña Inés (saison 2)
- Jorge Andrés Ruíz : Santiago Barrios (saison 2a)
- Ronald Torres Mora : Bruno (saison 2a)
- Jonatan Ramírez Diaz : Lúcio (saison 2a)
- Alejandro Tamayo : Dr Steinberg (saison 2a)
- Darwyn Ernesto Pérez : Leo (saison 2a)
- José Julián Gaviria : Thomas Ramírez / Onze / Prototype 0NC3 (saison 2a)
- Luz Adriana Morales : Alicia (saison 2a)
- Eyvar Fardy : Dr Karl (saison 2b)
- Nelson Díaz : assistant du Dr Karl (saison 2b)
- Julián Farietta : majordome / Jaime Mejía / Prototype D0M0 (saison 2b)
- Jonathan Hernández : Esteban / Prototype 3ST3B4N (saison 2b)

|  |  |  |  |
|  |  |  |  |
|  |  |  |  |

### Acteurs invités
- Nelson Camayo : Dr Suricate (saisons 1-2)
- Margarita Amado : Béatrice Villamil (saisons 1-2b)
- Mariana Garsón : Bárbara (saison 1)
- Tahimi Alvariño : Antonia Montero (saison 1)
- Jenny Vargas : Lola Rivas (saisons 1-2b)
- Vida Torres : Ariadna (saison 1)
- Fernando Lara : Médecin (saison 1)
- Juliana Velásquez : Gabriela (saison 2a)
- Victoria Góngora : Rosaura (saison 2a)
- Sergio Luna : Sergio (saison 2a)
- María Camila Pabón : Francisca (saison 2a)
- Ana María Quijano : Noelia (saison 2a)
- Sebastián Carvajal : Rodrigo LeBlanc (saison 2a)
- Guillermo Gálvez : Camilo Franco (saison 2a)
- Harina Vanessa Oviedo : Eugenia (saison 2a)
- Helen Valeria Rojas : Camila Soler (saison 2a)
- Isabel Cristina Estrada : Sara (saison 2a)
- Sara Rodríguez Deray : Mary Ann (saison 2a)
- Isabella Miranda Moreno : Melanie (saison 2a)
- Christian Gómez Vélez : médecin (saison 2a)
- Daniela Martínez : Valentina (saison 2a)
- Juan Jose Aguerre : Álvarez (saison 2a)
- George Slebi : Segundo Mejía (saison 2b)
- Carolina Duarte : Francisca (saison 2b)
- Alejandro Castaño : Producteur (saison 2b)
- Mario Ruíz : lui-même (saison 2b)
- Daniel Marulanda : Ricky (saison 2b)
- Carlos Hurtado : Víctor Alsedon (saison 2b)
- Jose Daniel Cristancho : Thompson (saison 2b)
- Marisol Correa Vega : Jimena (saison 2b)
- María Camila Porras : Laura / Prototype L4UR4 (saison 2b)
- Ginna Parra : Manuela (saison 2b)
- Mauro Donetti : Faustino del Nido (saison 2b)
- María Camila Jiménez : Silvia Pérez (saison 2b)

## Univers de la série

### Personnages principaux

#### Franky Andrade
(VFB : Circé Lethem, saison 1 à 2b)

Franky est la sœur de Clara et de Dominus (dans le futur), la fille de Sofia et Wilson et la petite amie de Christian. Franky est un androïde de dernière génération à l'apparence humaine créé par Sofia Andrade. Ce projet secret consiste à intégrer Franky dans un lycée parmi les humains afin qu'elle puisse développer des sentiments. Au fil du temps, tous ses amis découvriront le secret de Franky et l'accepteront telle qu'elle est, y compris Christian. Elle développera son premier sentiment : l'amour envers ce garçon. De plus, Franky a gagné le concours d'androïde a la fin de la première saison. Ce qui lui a permis d'avoir un cœur et donc de ressentir toutes les émotions humaines. Dans la saison 2, Cassandre, une ancienne collègue de Sofia a créé deux androïdes : Douze / Douce et Treize / André pour que Franky soit déçu des êtres humains et rejoigne MIAOU (Mouvement International des androïdes Offensifs Unis) et pour cela aussi Franky apprend à connaître toutes les émotions et à écouter son cœur. Cassandre installe la puce M4L ou Mal dans le système de Franky, prenant ainsi le contrôle de ses émotions. Franky ressent les aspects négatifs de la nature humaine, comme : la colère, le mensonge, l'anxiété et la paresse. Peu à peu, tous les amis de Franky apprennent son secret et l'acceptent telle qu'elle est. En plus de se battre pour contrôler ses nouvelles émotions, Franky doit faire face à de nouvelles attaques de la Ligue Anti-Robots. Dans la saison 2b, elle fait la connaissance de Lou, un androïde envoyé depuis le futur par Dominus mais elle ne le sais pas encore. Dans le futur, Franky créera Lou/Sofia. C'est une personne un peu naïve, mais très gentille et bien attentionnée. Elle est aussi la meilleure androïde du monde avec des capacités extraordinaires. C'est le personnage principal de la série.

#### Christian Montero de Mejia
(VFB : Pierre Lognay, saison 1 à 2b)

Christian est le garçon le plus populaire du lycée. Il est le petit-ami de Franky, le frère de Delphine, Roby, Douze et Treize, le fils de Marguerite et le meilleur ami de Mariano. Il aime le sport, plus particulièrement le football. Il est aussi beau, gentil et blagueur et charmeur.

#### Roby Montero de Mejia / Andromax
(VFB : Alexandre Crépet, saison 1 à 2b)

Roby est un androïde créé par Paul dans son laboratoire mais n'a pas autant de capacités que Franky et que tout autre androïde. Il a été créé au départ dans le but d’espionner cette dernière. Comme elle, il va devoir se faire passer pour un adolescent normal au lycée. Il devient un peu plus performant lors de la saison 2 et devient également Andromax, un super héros qui sauve les gens en danger. Il est un beau garçon et aime danser. Il éprouve aussi un sentiment amoureux envers Douze, qui est aussi une androïde.

#### Tamara Franco
(VFB : Esther Aflalo, saison 1 à 2b)

Tamara est une adolescente intelligente, belle, mais manipulatrice avec une forte personnalité : cinglante, ironique et jalouse. Elle aime la mode et se faire remarquer. Elle a un frère, nommé Benjamin mais leur relation entre frère et sœur laisse à désirer. Elle déteste Franky car pour Tamara, elle lui a volé son amoureux, sa première place du lycée et l'a fait écarté de son meilleur ami. Tamara fait tout pour porter préjudice à Franky, surtout lorsqu'elle a découvert qu'elle n'est pas humaine.Tamara est méchante jusqu'à ce qu'elle rencontre Treize (André) Ramirez, le robot de Cassandre. Au départ, elle n'était pas au courant de la véritable nature de ce dernier, quand elle le découvrit, elle fut très triste mais elle finit quand même par sortir avec lui. Elle décida, à la fin de la série, de lui créer un cœur.

#### Ivan Villamíl
(VFB : Frederik Haùgness, saison 1 à 2b)

Ivan s'agissait du meilleur ami de Tamara. Il était discrètement amoureux d'elle, alors la poursuivait sans cesse et était toujours d'accord avec elle si bien qu'il ne le pensait pas vraiment. C'est une personne fidèle, loyal et partiellement digne de confiance. Il est aussi gentil, attentionné et devient souvent terrifié, également par sa naïveté. Par la suite, il deviendra l'amoureux de Loli.

#### Loli Rivas
(VFB : Helena Copejans, saison 1 à 2b)

Surnommée Loli, son vrai nom est Dolores. Elle est passionnée par la mode (vêtements, chaussures, sac à mains, bijoux et maquillage).Loli est une fille un peu écervelée et assez sensible. Elle était d'abord amoureuse de Roby. Elle sera ensuite la petite amie de Mariano avant d'être celle d'Ivan définitivement.

#### Delphine Montero de Mejia
(VFB : Élisabeth Guinand, saison 1 à 2b)

Delphine est la meilleure amie de Franky. Elle est la fille de Marguerite et la sœur de Christian. C'est une fille très gentille, simple et naturelle aussi. Elle peut être parfois assez légèrement sensible. Elle était amoureuse de Roby jusqu'à qu'elle apprenne que c'est un androïde. Elle se rapprochera de Mariano et va finir par tomber amoureuse de lui.

#### Mariano Puentes
(VFB : Alexis Flamant, saison 1 à 2b)

Mariano est le fils de Raymond et le meilleur ami de Christian. Il était au début simplement et discrètement amoureux de Delphine, avant qu'ils se mettent ensemble. C'est un adolescent confiant, gentil et adore la musique, particulièrement jouer de la batterie. Il est batteur et faisait partie lors de la deuxième saison du groupe de musique « Les humains d'abord ».

#### Clara Andrade
(VFB : Sophie Pyronnet, saison 1 à 2b)

Clara est la petite sœur de Franky, la fille de Sofia et de Wilson et la petite amie de Benjamin avant qu'ils sortent ensemble en discrétion. Elle a une immense imagination et ment souvent.

#### Benjamin Franco (saison 1 à 2b)
(VFB : Émilie Guillaume, saison 1 à 2b)

Benjamin est le petit frère de Tamara. C'est une personne parfois terrifiée dû à sa naïveté aux blagues de Clara, mais c'est aussi une personne gentille et agréable si bien qu'il se montre parfois égoïste et faisant du chantage aux autres pour obtenir ce qu'il veut.

#### Douze / Douce Ramirez Montero de Mejia / Super Douce (saison 2a à 2b)
C'est un androïde qui a la particularité de se miniaturiser. Elle a été créée par Cassandre avant d'être abandonnée et adopté par la famille Mejia. Elle est la petite-amie de Roby et forme le duo de super héros Andromax/Super Douce avec lui pendant un certain temps.

#### Treize / André Ramirez Montero de Mejia
(VFB : Gauthier de Fauconval, saison 2a à 2b) 

Tout comme Douze, c'est un androïde dont la créatrice est Cassandre. Sa particularité comme Douze est de pouvoir se miniaturiser. Il a été aussi adopté par la même famille (Montero de Mejía). Dans la saison 2, il est le petit-ami de Tamara avant qu'elle ne découvre que c'est un androïde. Dans la saison 2b il essaie de reconquérir Tamara et y parvient.

#### Lou / Sofia
(VFB : Ludivine Deworst, à partir de la saison 2b)

Il s'agit d'un androïde. Elle vient du futur elle est envoyée par Dominus, qui l'a volé en 2034. Sa mission est d’empêcher que les humains et les androïdes s'aiment plus particulièrement Franky et Christian. Lou / Sofia a été créé par Franky dans le futur mais s'étant fait effacer la mémoire elle ne le sait pas. À la fin avant que Lou anéantisse Franky, Franky lui avoue que c'est elle qui l'a conçu dans le futur et que si elle la détruit Lou n'existera pas dans le futur.

### Personnages secondaires

#### Sofia Andrade
(VFB : Myriem Akheddiou, saison 1 à 2b)

Née le 2 avril 1976, elle est une scientifique brillante. Elle est la maman de Franky et de Clara, Elle est aussi la fille d'Ines. Elle travaille à EGG Entreprise. C'est la femme de Wilson. Ils se sont rencontrés au 20 ans de Sofia. Elle est la nouvelle présidente de Egg aidé par son vice-président Paul, avec qui elle travaille. Dans la saison 2, on apprend que Sofia était la meilleure amie de Cassandre à l'université mais elle était jalouse d'elle et décida de se venger en lui volant Franky. Pour éviter MIAOU, Sofia utilise l'expérience C4MB10 pour se camoufler dans la peau d'une autre personne, qu'elle appellera Sabrina Aguilera. Par la suite les membres de sa famille vont découvrir son secret.

#### Sabrina Aguilera (saison 2)
Elle est en fait Sofia sous une autre apparence. Afin de ne pas être découverte par Cassandre, Sofia conçoit une structure biométrique qui lui permet de changer d'apparence. Cassandre a enlevé Sofia pour qu'elle construise des robots maléfiques.

#### Wilson Andrade
(VFB : Alain Eloy, saison 1 à 2b)

Né en 1976, il est le papa de Franky et de Clara et le mari de Sofia. Il est aussi le fils d'Emilia. Wilson est écrivain, il donne souvent à Franky des leçons qu'il y a dans ses livres. Dans la 1re saison, il devient avec Raymond l'ennemi juré de Paul car celui-ci ne prononce pas bien son nom (Il l'appelle parfois Walter).

#### Paul Mejia
(VFB : Didier Colfs, saison 1 à 2b)

Il est le collègue de Sofia, le créateur de Roby et le mari de Marguerite. Au début Paul n'avait qu'un seul but : nuire à Franky. Pour remettre Paul sur le droit chemin, Roby abandonne le concours d'androïde. À partir de ce moment le principal rival de Paul, c'est Cassandre Ramírez : il serait prêt à faire n'importe quoi pour se venger, même se mettre en danger. La toute première création de Paul est la mouche Mejia.

#### Segundo Mejia
(VFB : Didier Colfs, saison 2)

Segundo est le frère jumeau de Paul. Ignorant que Roby, Franky, Douce et André sont des androïdes, c'est le leader de la ligue anti-robot. Il a une passion pour la nature et l'environnement, cependant contrairement à son frère, Segundo déteste la technologie. Ce dernier est également le directeur de l'établissement lors de la deuxième saison.

#### Marguerite Montero de Mejia
(VFB : Célia Torrens, saison 1 à 2b)

Elle est la mère de Christian et Delphine, la gérante du Cyber et sera l'associée de Paul au Cyber et sa fiancée. À la fin de la saison 1, ils se marieront. Lors qu'elle découvre la vérité sur Roby, elle arrive à peine à s'en remettre.

#### Bénito Franco
(VFB : Sébastien Hébrant, saison 1 à 2b)

Il est le père de Tamara et Benjamin. C'est un homme d'affaires qui voyage beaucoup et qui ne reste pas beaucoup avec ses enfants. Dans la saison 1, Il veut détruire le lycée pour y construire un centre commercial à la place. Heureusement Tamara le convainc de ne pas détruire le lycée. Il est même la cause de la démission de la directrice (Élizabeth Manotas).

#### Raymond Puentes
(VFB : Alessandro Bevilacqua, saison 1 à 2b)

Il est le père de Mariano et le concierge de l'immeuble de Paul et de Sofia, et fera partie de la Ligue Anti Robot. Il aime bien la directrice qui sera avec lui à la fin.

#### Cassandre Ramírez
(VFB : Delphine Chauvier, saison 2a)

Cassandre est une ancienne amie de Sofia qui, à l'Université Scientifique, est devenue jalouse de son amie. Elle devient une scientifique qui veut dominer le monde avec une armée d'androïdes et crée deux androïdes : Douze et André. Elle va souvent manipuler Franky pour arriver à ses fins. Dans le dernier épisode de la première partie de la saison 2, pour se venger de Franky elle efface sa mémoire. Dans la saison 2b, Cassandre n'apparait pas mais est mentionnée à plusieurs reprises. Elle est recherchée par les autorités et est toujours en possession de la sauvegarde de Franky. Paul retrouve l'endroit où elle habite et va essayer de la récupérer mais Cassandre réussie à s'enfuir après avoir assommé Paul et l'avoir enfermé dans son appartement. Elle trouve ensuite refuge dans la jungle où elle construit un jeu informatique afin de piéger Franky et les autres androïdes. Une fois son jeu finalisé, elle envoie les casques qui permettent d'entrer dans le jeu à André par la poste ce qui conduit les androïdes à tomber dans son piège bien qu'ils parviennent à s'échapper avec l'aide de Sofia. Cette dernière retrouve finalement la trace de Cassandre et récupère la sauvegarde de Franky, bien que Cassandre soit toujours en fuite. Dans le futur, elle installe un virus à Dominus pour qu'il déteste les humains et pour qu'il soit méchant. Son plan se concrétisa, mais elle finit par être retrouvé par Dominus et il semble que cette rencontre lui ait été fatale.

#### Lorenzo Bravo
(VFB : Nicolas Matthys, saison 2)

Il est le dirigeant de toutes les ligues anti-robots. Il va tout faire pour détruire tous les androïdes qui existent jusqu'à la fin de la saison 2a. Il sera du côté des androïdes durant la saison 2b.

#### Dóminus (à partir de la saison 2b)
C'est un androïde du futur créé par Sofia. Il a été créé capable de réfléchir seul pour sauver des vies, mais reprogrammé par Cassandre, il veut expulser les humains de la Terre pour que les androïdes prennent leur place. Il se servira de Lou pour exécuter ses plans les plus funestes sachant que Lou a été créé par Franky en 2035 mais Dóminus l'a enlevé dans son repaire et a effacé sa mémoire. Lou cherche son créateur et pour le trouver, elle doit respecter les ordres de Dóminus : séparer Christian et Franky. Mais à la fin de la saison, Dóminus devient gentil et veut la paix dans le monde.

### Autres

#### Elizabeth Manotas
(VFB : Véronique Fyon, saison 1 à 2b)

Dans la première saison, elle est la directrice du lycée mais quand Benito Franco (le père de Tamara) veut détruire l'école pour construire un centre commercial, elle quitte son poste de directrice pour faire du cinéma. Elle réapparaît dans la saison 2b, où elle devient la femme de Raymond.

#### Carlos Triana dit «Charlie»
(VFB : Arnaud Crèvecoeur, saison 1)

Il était le propriétaire de Egg Entreprise et le patron de Paul et de Sofia.

#### Agathe Lecomte
La nouvelle directrice du lycée, très sévère, a fait peur à bien plus d'une personne.

#### Carolina Aguilar «Caro A»
Elle déteste Clara. Elle est prête à tout pour détruire l'amitié de Clara et de Benjamin. Son père est très riche et très connu dans le monde.

## Épisodes
| Saison | Saison | Saison | Épisodes | Épisodes | Épisodes | Colombie          | Colombie         | France            | France           |
| Saison | Saison | Saison | Épisodes | Épisodes | Épisodes | Début de saison   | Fin de saison    | Début de saison   | Fin de saison    |
| ------ | ------ | ------ | -------- | -------- | -------- | ----------------- | ---------------- | ----------------- | ---------------- |
|        | 1      | 1      | 60       | 60       | 60       | 28 septembre 2015 | 18 décembre 2015 | 7 novembre 2016   | 17 février 2017  |
|        | 2      | 2a     | 100      | 100      | 60       | 30 mai 2016       | 19 août 2016     | 17 septembre 2017 | 21 décembre 2017 |
|        | 2      | 2b     | 100      | 100      | 40       | 24 octobre 2016   | 16 décembre 2016 | 30 avril 2018     | 5 juillet 2018   |

## Liste des chansons

### Yo Soy Franky
Premier EP de la série sorti le 12 mai 2017
| 1. | Yo soy Franky        | Juan David Galeano et Mateo Camargo | María Gabriela de Faría | 3:29 |
| 2. | Vivir, Bailar, Soñar | Juan David Galeano                  | Martín Barba            | 3:36 |
| 3. | Ritmo Robótico       | Juan David Galeano                  | María Gabriela de Faría | 3:13 |
| 4. | La Luz               | Juan David Galeano                  | Isabella Castillo       | 3:41 |

### Autres chansons
| No | Titre                    | Artiste(s) | Durée |
| -- | ------------------------ | --- | ----- |
| 1. | Corazón Robot            | María Gabriela de Faría et Martin Barba                                                                                    | 2:10  |
| 2. | Yumi                     | María Gabriela de Faría et Eduardo Pérez                                                                                   | 0:09  |
| 3. | Amigos Rivales           | Danielle Arciniegas | 2:49  |
| 4. | Siento Algo Nuevo        | María Gabriela de Faría et Danielle Arciniegas                                                                             | 4:30  |
| 5. | Nuestra Historia de Amor | María Gabriela de Faría et Kristal                                                                                         | 3:19  |
| 6. | Abrázame Fuerte          | Andrés Mercado | 2:21  |
| 7. | Solos Tú y Yo            | Kristal et Lugo Duarte | 2:49  |
| 8. | Sueños                   | Lugo Duarte, Kristal, Danielle Arciniegas, Emmanuel Restrepo, Andrés Mercado, Viviana Santos, George Slebi et Duvier Tovar | 2:37  |
| 9. | La Sérénade              | Andrés Mercado | 0:34  |

## Autour de la série

### Adaptation
Début 2017, il a été annoncé que grâce au grand succès de Yo soy Franky en Amérique latine, Nickelodeon veut produire une adaptation aux États-Unis appelée I Am Frankie. Composée de 20 épisodes pour la saison 1 et 22 épisodes pour la saison 2 + un épisode spécial, elle est diffusée aux États-Unis du 21 août 2017 au 5 octobre 2018 sur Nickelodeon et en France du 12 février 2018 au 29 juin 2019 sur Nickelodeon Teen.

### Romans
Une série de romans, éditée par Pocket Jeunesse, a débuté en 2017.
1. La Naissance de Franky, paru le 30 mars 2017
2. On a piraté Franky, paru le 30 mars 2017
3. Où est Franky ?, paru le 30 mars 2017
4. Des invités chez Franky, paru le 20 avril 2017
5. Franky contre Christian, paru le 17 août 2017
6. Franky n'a plus de batterie, paru le 17 août 2017
7. Le Secret de Franky, paru le 19 octobre 2017
8. Franky est désaccordée, paru le 19 octobre 2017

Bande dessinée
1. Un amour de robot, paru le 12 avril 2017
2. Un amour de robot 2, paru le 4 octobre 2017

### Telenovela colombienne
- Chica vampiro
- Vikki RPM

### Telenovelas argentines
- Kally's Mashup
- Soy Luna
- Violetta
- De tout mon cœur

### Telenovela vénézuélienne
- (en) Isa TKM (en)

### Telenovela mexicaine et américaine
- Grachi